# 迈克尔·杰克逊的荣誉和奖项
麥可·傑克森的荣誉和奖项，列举迈克尔·杰克逊所获得的榮譽和奖项。

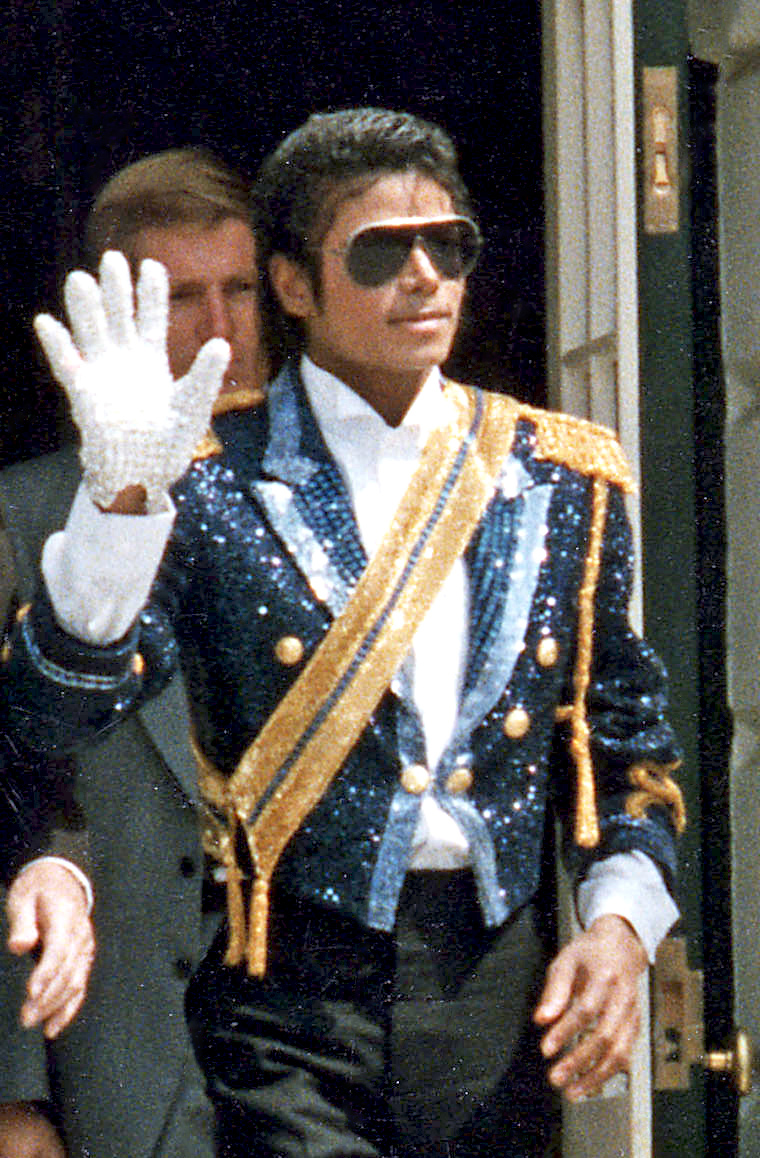
1984

## 榮譽
- 普遍被認為與貓王、披頭四、法蘭克·辛納屈並列為流行樂史上最偉大的歌手。
- 30歲就獲得了「流行音樂之王」(King of Pop)這個偉大的頭銜。
- 在美國「告示牌Billboard雜誌」榜史上有13張冠軍單曲。
- 曾獲得13座「葛萊美獎」。
- 曾兩次得到諾貝爾和平獎提名。
- 西方國家1980年代至1990年代流行文化的象徵人物。
- 長年投入慈善事業，固定資助39個慈善機構(收錄在2000年出版的《金氏世界紀錄官方資料書》中)，並被《星期日時報》稱為「慈善之王」。
- 美國音樂史上唯一一位連續4張錄音室專輯都在首周奪冠的藝人。
- 歷史上第一位也是唯一在美國「告示牌Billboard雜誌」榜上橫跨四個時代的冠軍藝人：1961﹣1970年、1971﹣1980年、1981﹣1990年及1991﹣2000年，每個時代麥可都有冠軍曲。
- 第一個同時包攬「NARM音樂聖禮獎」的「最暢銷專輯獎」(《Thriller》)和「最暢銷單曲獎」(《Billie Jean》)的藝人。
- 第一位兩次留名「星光大道」的巨星(一次以傑克森5人組樂隊成員的身份，一次則以個人的名義)。
- 「MTV音樂頻道」和「滾石雜誌Rolling Stone」將他的四首歌曲：《Billie Jean》、傑克森5人組的《I Want You Back》、《Beat It》及《Rock with You》選入“有史以來最受歡迎的100首流行歌曲”。
- 兩度被引薦進入「搖滾名人堂」，也是搖滾名人堂最年輕的一位，第一次為39歲，第二次為43歲。
- 流行音樂史上最成功的非洲裔美國籍黑人歌手，也是世界上最成功的流行音樂歌手之一。
- 個人創立數個大規模的慈善醫療機構，目前已曝光的有「治癒世界基金會」、「拯救兒童基金會」、「麥可傑克森燒傷中心」、「麥可傑克森愛滋病救助中心」、「麥可傑克森有色人種教育基金會」、「麥可傑克森華沙兒童醫院」、「麥可傑克森巴黎兒童醫院」、「麥可傑克森糖尿病患者基金會」。估計全球已有數千萬名孩童及青少年因麥可的善行及影響力，直接或間接的改善生活。
- 《顫慄》（Thriller）音樂錄影帶，在2009年獲美國國會圖書館列入國家級館藏影片。

## 吉尼斯世界纪录
- 世界史上最暢銷的音樂專輯 — 《Thriller》(據《金氏世界記錄》的認證書上稱：該專輯截至2012年已在全球賣出了超過6500萬張[1])。
- 第一個在美國以外的地區賣出一億張專輯的藝人。
- 歷史上第一位在一年內賺進上億美金的藝術家。
- 奪得美國單曲榜冠軍的最年輕的歌手(11歲，傑克遜五人組樂隊的主唱)。
- 首位單曲第一周發行即奪得美國音樂榜冠軍的歌手(《You Are Not Alone》)。
- 在美國排行榜上佔冠軍寶座時間最長的專輯(《Thriller》，37周)。
- 最成功的音樂錄影帶(《Thriller》，銷量超過100萬套)。
- 世界上慈善捐款金額累計最高的藝人(截至2006年，個人的慈善公益捐款已經超過三億美元)。
- 歷史上報酬最高的藝術家(在1989年僅僅從單曲和專輯的銷售上就淨賺了1.25億美元)。

## 奖项
- 全美音樂獎：26個
- 告示牌音樂獎：40個
- 全英音乐奖：7個
- 金球獎：1個
- MOBO Awards：1個
- 葛萊美獎：13個
- 健力士世界紀錄：13個
- MTV音樂錄影帶大獎：13個
- 灵魂列车音乐奖：10個
- 有色人种促进协会形象奖：14個
- 美国唱片业协会奖：56個
- American Video Awards：2個
- 世界音樂獎：12個

### 1970年代
- 1970年，年僅12歲，以一曲《I Want You Back》奪得了美國排行榜冠軍。
- 1972年，美國國會 U.S. Congress頒予「特殊貢獻楷模」。
- 1972年，「告示牌Billboard雜誌」最佳單曲、最佳單曲男藝人，成為其創榜以來最年輕的獲獎者。
- 1978年，首次發行個人專輯《Off the Wall》，一年內全球銷量超過1000萬張(目前銷量約2300萬張)，在美國「告示牌Billboard雜誌」專輯榜中停留了84周之久，並產生了2首冠軍單曲。「滾石雜誌Rolling Stone」在樂評中稱讚這張專輯是現代音樂經典之作。
- 1979年，「告示牌Billboard雜誌」最佳黑色藝人、最佳黑人專輯。
- 1979年，「錢櫃雜誌Cashbox」最佳靈魂專輯。

### 1980年代
- 1980年，「第22屆葛萊美獎」最佳節奏藍調男歌手獎。
- 1980年，「第7屆全美音樂獎」最受歡迎靈魂/節奏藍調男藝人獎、最受歡迎專輯獎、最受歡迎單曲獎。
- 1981年，「第8屆全美音樂獎」最受歡迎靈魂/節奏藍調男藝人獎、最受歡迎專輯獎。
- 1982年，專輯《Thriller》發行(目前銷量約1億900萬張)，產生了2首冠軍單曲，佔據美國音樂排行榜冠軍位置37周，並在專輯榜內停留長達122周之久，更是歷史上唯一連續兩年拿下年度冠軍的唱片。同時是史上第一張在英國和美國榜上同時奪冠的專輯，在「告示牌Billboard雜誌」榜上是有史以來第一位在流行、舞曲及黑人榜拿下專輯與單曲榜冠軍。此張專輯並獲得「滾石雜誌Rolling Stone」五顆星評價。
- 1982年，單曲《Billie Jean》的音樂錄影帶成為了首部在「MTV音樂頻道」播放的黑人歌手節目。
- 1983年，「滾石雜誌Rolling Stone」讀者與樂評票選年度藝人、年度錄影帶、年度靈魂藝人；讀者票選年度製作人；樂評票選年度男歌手。
- 1983年，「告示牌Billboard雜誌」榜上第一位同時間擁有14首十名內排行單曲的藝人，同時還破天荒的一次獲得了年度流行藝人、年度黑人藝人、年度流行專輯、年度流行專輯藝人、年度流行單曲藝人、年度流行男藝人專輯、年度流行男藝人單曲、年度黑人專輯藝人、年度黑人單曲藝人、年度黑人專輯、最佳舞曲藝人、最受歡迎單曲、最受歡迎專輯；並且在搖滾專輯榜、搖滾單曲榜、靈魂/節奏藍調專輯榜、靈魂/節奏藍調單曲榜、舞曲榜上同時奪冠。
- 1983年，單曲《Thriller》的音樂錄影帶在「MTV音樂頻道」放映時，創下超過1000萬戶收視率，為日後MTV主導流行音樂市場奠下基礎。
- 1983年，單曲《Thriller》的音樂錄影帶被譽為全世界「最偉大的音樂錄影帶」之一，並在音樂錄影帶的藝術性上「前進了一大步」。
- 1983年，專輯《Thriller》在美國被鑒定為29白金唱片；在英國也獲得11白金認證。
- 1984年，《健力氏世界記錄》世界史上最暢銷的專輯——《Thriller》。
- 1984年，《Victory World Tour》在堪撒斯城箭頭體育場舉行，3場演出共吸引了13.5萬人到場。
- 1984年，成為當時擁有鉆石專輯(1000萬銷量)的最年輕藝人(25歲)。
- 1984年，在白宮接受美國總統里根頒發了「特殊成就獎」、「人道主義總統獎」(因《Beat It》一曲用在防治酒駕宣導影片上成效卓越)。
- 1984年，「第1屆MTV音樂錄影帶獎」歷年最佳錄影帶獎、最佳舞蹈設計獎、最佳人氣獎。
- 1984年，「第2屆全美音樂錄影帶獎」最佳長篇錄影帶獎、最佳家庭錄影帶獎。
- 1984年，「第3屆全英音樂獎」最佳英國專輯獎、最佳國際藝人獎。
- 1984年，「第11屆全美音樂獎」特殊貢獻獎、最受歡迎流行/搖滾男歌手獎、最受歡迎流行/搖滾專輯獎、最受歡迎流行/搖滾單曲獎、最受歡迎流行/搖滾音樂錄影帶獎、最受歡迎靈魂/節奏藍調男藝人獎、最受歡迎靈魂/節奏藍調音樂錄影帶獎、最受歡迎靈魂/節奏藍調專輯獎。
- 1984年，「第26屆葛萊美獎」最佳搖滾男歌手獎、最佳藍調男歌手獎、最佳藍調歌曲獎、最佳製作人獎、最佳流行男歌手獎、最佳年度專輯獎、最佳年度唱片獎、最佳兒童音樂專輯獎、最佳音樂錄影帶專輯獎。今晚的頒獎晚會被稱為“Michael Jackson之夜”，共計有超過6500萬人收看，創下了「葛萊美獎」現場直播的最高收視率。
- 1984年，「有色人種民權促進協會」(NAACP Image Awards H. Claude Hodson)克勞德哈德森自由勳章。
- 1985年，「第27屆葛萊美獎」最佳音樂錄影帶獎。
- 1985年，單曲《四海一家》(We Are the World)，召集了45位著名歌手所共同演唱。在美國成為史上銷售最快的單曲(3天內賣出80萬)最後狂銷800萬張，也成為史上第二最佳銷量單曲，並募款達到六千三百萬美金。
- 1986年，「第28屆葛萊美獎」年度歌曲獎、年度唱片獎、最佳流行二重唱或團體獎、最佳短篇音樂錄影帶獎。
- 1987年，專輯《BAD》發行(目前銷量約4500萬張)，產生了5首冠軍單曲，同時也創下「告示牌Billboard雜誌」榜上“擁有最多冠軍曲的單張專輯”的記錄，並且又破紀錄的在全球在25個國家內登上了排行榜冠軍寶座。
- 1987年，開始為期16個月的《Bad World Tour》。在全球4大洲的15個國家舉行共123場演唱會，吸引了約440萬人到場觀看。使其成為史上最大規模的巡演，它也是史上獲利最豐的巡演，共收入1.25億美元。
- 1988年，「音樂錄影帶先鋒獎」音樂錄影帶傑出貢獻獎。
- 1988年，《Bad World Tour》是英國史上最大規模的巡演，吸引了超過80萬人到場觀看，創下收入高達1300多萬英鎊的紀錄。
- 1988年，由倫敦溫布利大體育場頒發特別榮譽，表彰麥可在此創下的新記錄，7場售票演出共吸引了504,000人觀看。
- 1988年，在利物浦Aintree賽馬場的演唱會共吸引了125,000人前來觀看，創下了該體育場最多觀眾人數記錄。
- 1988年，有色人種聯合大學基金會授與「Fisk大學人道文學博士榮譽學位」、「Frederick D. Patterson獎」。
- 1988年，「第15屆全美音樂獎」最受歡迎靈魂/節奏藍調單曲獎。
- 1988年，「第7屆全英音樂獎」最佳國際藝人獎。
- 1988年，「第2屆靈魂列車音樂獎」年度最佳節奏藍調專輯獎、年度最佳男藝人單曲獎。
- 1988年，「告示牌Billboard雜誌」最佳黑人藝人。
- 1989年，「MTV音樂頻道」十年先鋒音樂錄影帶藝人獎。
- 1989年，「第16屆全美音樂獎」特殊成就獎。
- 1989年，「第6屆MTV音樂錄影帶獎」錄影帶先鋒獎－世界史上最偉大的錄影帶。
- 1989年，「滾石雜誌Rolling Stone」十年來最佳錄影帶。
- 1989年，「世界音樂獎」名人殿堂、錄影帶終生成就獎、最受歡迎錄影帶獎。
- 1989年，「第21屆有色人種民權促進協會」最佳男藝人獎、年度最佳專輯獎、李奧納多．卡特人道主義獎。
- 1989年，「第8屆全英音樂獎」最佳國際藝人獎、最佳音樂錄影帶獎、最佳國際男藝人獎。
- 1989年，「告示牌Billboard雜誌」年度冠軍黑人藝人、年度流行/節奏藍調冠軍專輯。

### 1990年代
- 1990年，「第32屆葛萊美獎」最佳短篇音樂錄影帶獎。
- 1990年，「全美影業基金會」十年最佳藝人。
- 1990年，「第4屆靈魂列車音樂獎」十年最佳藝人獎。
- 1990年，「哥倫比亞唱片公司」評為當代最偉大的藝人。
- 1990年，美國總統老布希在白宮頒發「十年最佳藝人獎」。
- 1991年，專輯《Dangerous》發行(目前銷量約3600萬張)，成為英美史上銷售速度最快的專輯：公開發售後的37天內便賣出了1400萬張，同時在英國3天內就賣出了超過20萬張。
- 1991年，單曲《Black Or White》是迄今為止被播放次數最多的音樂錄影帶，耗資超過400萬美元，首次廣泛的運用電腦特效製作出人臉變形技術。
- 1991年，與索尼音樂簽約，擁有其50%的音樂版權(包括披頭四樂團、貓王等歌手)，合約價值9.1億美金，每製作一張專輯資助2300萬美金，專為他成立一個「傑克森娛樂中心」，做為統合他一切音樂、電影、電視的指揮總部，外加年薪8000萬美金。麥可此時身價已高達30億美金。
- 1991年，《Dangerous》專輯成為史上銷售最快的專輯：公開發售37天內便賣出了1400萬張。
- 1992年，「NABOB」終生成就獎。
- 1992年，《Dangerous World Tour》羅馬尼亞布加勒斯特演唱會在全球61個國家的電臺和電視上現場直播，共吸引了全球大約2.5億的觀眾收看。
- 1992年，《Dangerous World Tour》羅馬尼亞布加勒斯特演唱會的現場直播節目，獲得「Cable Ace Awards」的大獎。
- 1992年，HBO支付給《Dangerous World Tour》羅馬尼亞布加勒斯特演唱會的全球直播費達2000萬，創下有線電視網絡電視轉播費用的最高價。
- 1992年，《Dangerous World Tour》全球演唱會共計六十九場，觀眾超過三百五十萬。總收入達到一億美金，麥可將之全部投入慈善事業。
- 1992年，專輯《Dangerous》累計賣出2200萬張，成為當年全球最暢銷的唱片，專輯中另外發表的9首單曲也達到了1700萬張的銷量。
- 1993年，《金氏世界紀錄》終生成就獎。
- 1993年，「第6屆世界音樂獎」本世紀全球最暢銷藝人、全球最暢銷流行藝人、全美最暢銷藝人。
- 1993年，「第20屆全美音樂獎」最受歡迎流行/搖滾專輯、最受歡迎靈魂/節奏藍調單曲、特殊國際藝人獎。
- 1993年，「第7屆靈魂列車音樂獎」年度人道主義獎、最佳節奏藍調專輯、最佳節奏藍調單曲。
- 1993年，「有色人種民權促進協會」年度人道主義獎、傑出音樂錄影帶獎、25週年紀念年度藝人獎。
- 1993年，在「27屆美式足球超級盃賽」開幕式進行個人表演(由NBC直播)，聯合發起“拯救洛杉磯”慈善運動，共吸引了1.334億美國觀眾收視，在全球80個國家吸引了15億觀眾收視。
- 1993年，《Dangerous World Tour》成為墨西哥歷史上最大規模的巡演，5場演出共吸引了50萬人觀看，共收入1200萬美元。
- 1993年，「第35屆葛萊美獎」當代傳奇獎。
- 1995年，專輯《HIStory》發行(目前銷量約2380萬套)，產生了2首冠軍單曲。
- 1995年，在好萊塢Tower唱片行頂樓豎立高達9.1公尺的麥可雕像。
- 1995年，「第12屆MTV錄影帶獎」最佳舞曲音樂錄影帶獎、最佳舞蹈獎、最佳美術指導獎。
- 1996年，「第38屆葛萊美獎」最佳短篇音樂錄影帶獎。
- 1996年，「第8屆世界音樂獎」歷年最暢銷專輯、最佳流行男歌手、最佳節奏藍調藝人、最佳唱片男歌手、最佳美國男歌手，從而成為該獎項歷史上單年度獲獎最多的藝人。
- 1996年，網路上與麥可有關的網站高達6000個，比第二名美國柯林頓總統還多500個。
- 1997年，在芬蘭赫爾辛基，5萬張票在5個小時內售完，創下芬蘭歷史記錄。
- 1997年，《HIStory World Tour》成為德國歷史上規模最大的巡演，共有超過65萬的觀眾到場觀看。
- 1998年，在「告示牌Billboard雜誌」慶祝創榜40周年的選舉中奪得“擁有最多熱門曲目的男性藝人”的桂冠。

### 21世紀
- 2002年，在柏林獲得「2002年德國千年Bambi獎」，以承認他是世界“最偉大的流行歌手”的地位。
- 2003年，「告示牌Billboard雜誌」TOP 10單曲總數(包括Jackson 5時期)已累積達48支。
- 2003年，獲Radio Music Awards電台音樂獎頒發人道主義獎。
- 2006年，在倫敦獲得「世界音樂獎」鑽石大獎[2]。同場獲得《金氏世界記錄》特別為米高積遜歷年所創造無數偉大的成就與貢獻所頒發的金氏世界記錄認證。
- 2009年，麥可‧傑克森宣布將舉辦50場《This Is It》最後公演。約100萬張門票在開售後4個半小時內就搶購一空，再次創下流行音樂史上最高紀錄。
- 2009年3月12日，倫敦謝幕演出正式開始預售五個小時後，《The Essential Michael Jackson》(世紀典藏)精選輯的銷量增加了2377%，從8001位直接跳升至323位。《Thriller 25th Annivrsary Edition》(顫慄25周年紀念專輯)則銷量猛漲了411%，排名第171。《Number Ones》(獨一無二)精選輯增漲了384%，而《Off the Wall》(牆外)專輯增漲了260%。
- 2009年11月22日，獲「第37屆全美音樂獎」追頒四個獎項，憑2003年的專輯《Number Ones》獲得了流行/搖滾最受歡迎男歌手、流行/搖滾最受歡迎專輯、靈魂/節奏藍調最受歡迎男歌手及靈魂/節奏藍調最受歡迎專輯四個大獎。由其兄長(Jermaine Jackson)代領[3]。
- 2010年1月31日，榮獲「第52屆格林美獎」終生成就獎，由其子女「Prince Jackson」、「Paris Jackson」代領。
- 2010年3月7日， 第11屆兒童聯合奧斯卡節（11th Annual Children Uniting Nations Oscar Celebration）在加利福尼亞貝芙麗山舉行，蘭迪·傑克森（Randy Jackson）代麥可‧傑克森（Michael Jackson）領取了「天使獎」（Angel Award ），瑞比·傑克森（Rebbie Jackson）也出席了該活動。
- 2010年6月7日，根據尼爾森統計（Nielsen SoundScan），在音樂史的17首最暢銷R&B老歌中，傑克森擁有9首，而且排行榜的前5名被傑克森一掃而光，分別是出自《顫慄》（Thriller）專輯的同名曲、《比莉·珍》（Billie Jean）、《避開》（Beat It）；《飆》（Bad）專輯的福音力作《鏡中人》（Man In The Mirror）和《牆外》（Off The Wall）專輯的迪斯科金曲《滿足為止》（Don't Stop 'Til You Get Enough）。

- 2010年6月13日，拉托亞‧傑克森赴莫斯科代替弟弟麥克‧傑克森（Michael Jackson）領取「國家繆斯獎（National Award of Muses）」，此獎是表彰麥克「對國際流行文化的貢獻」，並與俄羅斯歌手合唱麥可生前的環保歌曲（Earth Song）。
- 2010年6月18日，Billboard告示牌雜誌刊出Billboard由1991年起開始统計的Hot 100，而傑克森一個人已佔了Hot 100 的其中 50 首。這是一個前無古人的紀錄。而雜誌將於2010年 6 月 26 日出版。